# Eletti al Senato della Repubblica nelle elezioni politiche italiane del 2008
Questo elenco riporta i nomi dei senatori della XVI legislatura della Repubblica Italiana dopo le elezioni politiche del 2008, suddivisi per circoscrizione.

## I - Valle d'Aosta
La Valle d'Aosta elegge un senatore in un collegio uninominale. La coalizione che raccoglie più voti è l'Union Valdôtaine.
| Lista          | Eletto         | Note                                      |
| -------------- | -------------- | ----------------------------------------- |
| Vallée d'Aoste | Antonio Fosson | Eletto nel collegio uninominale regionale |

## II - Piemonte
Il Piemonte elegge 22 senatori. Il premio di maggioranza regionale assegna allo schieramento vincente almeno 13 senatori. La coalizione che raccoglie più voti è Il Popolo della Libertà con la Lega Nord.
| Lista                | Eletto                   | Note                                                                        |
| -------------------- | ------------------------ | --------------------------------------------------------------------------- |
| Popolo della Libertà | Enzo Giorgio Ghigo       |                                                                             |
| Popolo della Libertà | Ugo Martinat             | Deceduto il 28 marzo 2009                                                   |
| Popolo della Libertà | Aldo Scarabosio          |                                                                             |
| Popolo della Libertà | Lucio Malan              |                                                                             |
| Popolo della Libertà | Andrea Fluttero          |                                                                             |
| Popolo della Libertà | Valter Zanetta           |                                                                             |
| Popolo della Libertà | Lorenzo Piccioni         |                                                                             |
| Popolo della Libertà | Giuseppe Menardi         |                                                                             |
| Popolo della Libertà | Maria Rizzotti           |                                                                             |
| Popolo della Libertà | Gilberto Pichetto Fratin |                                                                             |
| Popolo della Libertà | Tomaso Zanoletti         | Subentrato il 31 marzo 2009 in sostituzione di Ugo Martinat                 |
| PD                   | Emma Bonino              |                                                                             |
| PD                   | Roberto Della Seta       |                                                                             |
| PD                   | Mauro Maria Marino       |                                                                             |
| PD                   | Magda Negri              |                                                                             |
| PD                   | Pietro Marcenaro         |                                                                             |
| PD                   | Maria Leddi              |                                                                             |
| PD                   | Stefano Ceccanti         |                                                                             |
| PD                   | Franca Biondelli         |                                                                             |
| Lega Nord            | Michelino Davico         |                                                                             |
| Lega Nord            | Enrico Montani           |                                                                             |
| Lega Nord            | Rossana Boldi            | In sostituzione di Roberto Calderoli che ha optato per altra circoscrizione |
| Italia dei Valori    | Patrizia Bugnano         |                                                                             |

## III - Lombardia
La Lombardia elegge 47 senatori. Il premio di maggioranza regionale assegna allo schieramento vincente almeno 26 senatori. La coalizione che raccoglie più voti è Il Popolo della Libertà con la Lega Nord, che, avendo ottenuto il 55,1% delle preferenze, ha avuto diritto a 30 senatori.
| Lista                | Eletto                            | Note                                                                          |
| -------------------- | --------------------------------- | ----------------------------------------------------------------------------- |
| Popolo della Libertà | Roberto Formigoni                 | Dimessosi per incompatibilità il 30 maggio 2008, sostituito da Riccardo Conti |
| Popolo della Libertà | Alfredo Mantica                   |                                                                               |
| Popolo della Libertà | Ombretta Colli                    |                                                                               |
| Popolo della Libertà | Guido Possa                       |                                                                               |
| Popolo della Libertà | Alessio Butti                     |                                                                               |
| Popolo della Libertà | Gianpiero Carlo Cantoni           |                                                                               |
| Popolo della Libertà | Marcello Dell'Utri                |                                                                               |
| Popolo della Libertà | Mario Mantovani                   |                                                                               |
| Popolo della Libertà | Romano Comincioli                 |                                                                               |
| Popolo della Libertà | Antonino Caruso                   |                                                                               |
| Popolo della Libertà | Luigi Scotti                      | Deceduto il 6 dicembre 2008, sostituito da Maria Alessandra Gallone           |
| Popolo della Libertà | Antonio Tomassini                 |                                                                               |
| Popolo della Libertà | Giancarlo Serafini                |                                                                               |
| Popolo della Libertà | Giuseppe Valditara                |                                                                               |
| Popolo della Libertà | Giacomo Caliendo                  |                                                                               |
| Popolo della Libertà | Salvatore Sciascia                |                                                                               |
| Popolo della Libertà | Valerio Carrara                   |                                                                               |
| Popolo della Libertà | Alfredo Messina                   |                                                                               |
| Popolo della Libertà | Pierfrancesco Emilio Romano Gamba |                                                                               |
| Popolo della Libertà | Riccardo Conti                    | Subentrato il 4 giugno 2008 in sostituzione di Roberto Formigoni              |
| Popolo della Libertà | Maria Alessandra Gallone          | Subentrata il 9 dicembre 2008 in sostituzione di Luigi Scotti                 |
| PD                   | Umberto Veronesi                  |                                                                               |
| PD                   | Mauro Ceruti                      |                                                                               |
| PD                   | Pietro Ichino                     |                                                                               |
| PD                   | Emanuela Baio Dossi               |                                                                               |
| PD                   | Gerardo D'Ambrosio                |                                                                               |
| PD                   | Daniele Bosone                    |                                                                               |
| PD                   | Fiorenza Bassoli                  |                                                                               |
| PD                   | Tiziano Treu                      |                                                                               |
| PD                   | Luigi Vimercati                   |                                                                               |
| PD                   | Antonio Rusconi                   |                                                                               |
| PD                   | Guido Galperti                    |                                                                               |
| PD                   | Cinzia Maria Fontana              |                                                                               |
| PD                   | Giorgio Roilo                     |                                                                               |
| PD                   | Paolo Rossi                       |                                                                               |
| PD                   | Marilena Adamo                    |                                                                               |
| Lega Nord            | Roberto Calderoli                 |                                                                               |
| Lega Nord            | Giuseppe Leoni                    |                                                                               |
| Lega Nord            | Rosi Mauro                        |                                                                               |
| Lega Nord            | Massimo Garavaglia                |                                                                               |
| Lega Nord            | Cesarino Monti                    |                                                                               |
| Lega Nord            | Roberto Mura                      |                                                                               |
| Lega Nord            | Sandro Mazzatorta                 |                                                                               |
| Lega Nord            | Lorenzo Bodega                    |                                                                               |
| Lega Nord            | Fabio Rizzi                       |                                                                               |
| Lega Nord            | Armando Valli                     |                                                                               |
| Lega Nord            | Irene Aderenti                    | In sostituzione di Roberto Castelli che ha optato per altra circoscrizione    |
| Italia dei Valori    | Giuliana Carlino                  |                                                                               |
| Italia dei Valori    | Gianpiero De Toni                 | In sostituzione di Giuseppe Astore che ha optato per altra circoscrizione     |

## IV - Trentino-Alto Adige
Il Trentino-Alto Adige elegge un senatore in una circoscrizione proporzionale regionale e sei in altrettanti collegi uninominali. La coalizione che raccoglie più voti è Il Popolo della Libertà con la Lega Nord.
| Lista                          | Eletto                   | Note                                                 |
| ------------------------------ | ------------------------ | ---------------------------------------------------- |
| SVP - Insieme per le Autonomie | Claudio Molinari         | Eletto nel collegio uninominale di Rovereto          |
| SVP - Insieme per le Autonomie | Oskar Peterlini          | Eletto nel collegio uninominale di Bolzano           |
| SVP - Insieme per le Autonomie | Manfred Pinzger          | Eletto nel collegio uninominale di Merano            |
| SVP - Insieme per le Autonomie | Helga Thaler Ausserhofer | Eletto nel collegio uninominale di Bressanone        |
| Popolo della Libertà           | Cristiano De Eccher      | Eletto nella circoscrizione proporzionale regionale  |
| Popolo della Libertà           | Giacomo Santini          | Eletto nel collegio uninominale di Pergine Valsugana |
| Popolo della Libertà           | Sergio Divina            | Eletto nel collegio uninominale di Trento            |

## V - Veneto
Il Veneto elegge 24 senatori. Il premio di maggioranza regionale assegna allo schieramento vincente almeno 14 senatori. La coalizione che raccoglie più voti è Il Popolo della Libertà con la Lega Nord, che, avendo ottenuto il 54,3% delle preferenze, ha avuto diritto a 15 senatori.
| Lista                | Eletto                             | Note |
| -------------------- | ---------------------------------- | --- |
| Popolo della Libertà | Giancarlo Galan                    | Dimessosi il 29 aprile 2008 per incompatibilità con l'incarico di Presidente della Regione Veneto                                    |
| Popolo della Libertà | Luigi Ramponi                      | |
| Popolo della Libertà | Maria Elisabetta Alberti Casellati | |
| Popolo della Libertà | Maurizio Sacconi                   | |
| Popolo della Libertà | Maurizio Saia                      | |
| Popolo della Libertà | Paolo Scarpa Bonazza Buora         | |
| Popolo della Libertà | Anna Cinzia Bonfrisco              | |
| Popolo della Libertà | Maurizio Castro                    | |
| Popolo della Libertà | Piero Longo                        | In sostituzione di Giancarlo Galan dimessosi il 29 aprile 2008 per incompatibilità con l'incarico di Presidente della Regione Veneto |
| PD                   | Enrico Morando                     | |
| PD                   | Maria Pia Garavaglia               | |
| PD                   | Paolo Giaretta                     | |
| PD                   | Felice Casson                      | |
| PD                   | Paolo Nerozzi                      | |
| PD                   | Maurizio Fistarol                  | |
| PD                   | Franca Donaggio                    | |
| PD                   | Marco Stradiotto                   | |
| Lega Nord            | Federico Bricolo                   | |
| Lega Nord            | Piergiorgio Stiffoni               | |
| Lega Nord            | Paolo Franco                       | |
| Lega Nord            | Alberto Filippi                    | |
| Lega Nord            | Gianvittore Vaccari                | |
| Lega Nord            | Gianpaolo Vallardi                 | |
| Lega Nord            | Luciano Cagnin                     | |
| Italia dei Valori    | Elio Lannutti                      | |

## VI - Friuli-Venezia Giulia
Il Friuli-Venezia Giulia elegge 7 senatori. Il premio di maggioranza regionale assegna allo schieramento vincente almeno 4 senatori. La coalizione che raccoglie più voti è Il Popolo della Libertà con la Lega Nord.
| Lista                | Eletto           | Note                                                                        |
| -------------------- | ---------------- | --------------------------------------------------------------------------- |
| Popolo della Libertà | Giulio Camber    |                                                                             |
| Popolo della Libertà | Giovanni Collino | Dimessosi per incompatibilità il 14 luglio 2009, sostituito da Vanni Lenna  |
| Popolo della Libertà | Ferruccio Saro   |                                                                             |
| Popolo della Libertà | Vanni Lenna      | Subentrato il 14 luglio 2009 in sostituzione di Giovanni Collino            |
| PD                   | Carlo Pegorer    |                                                                             |
| PD                   | Tamara Blažina   |                                                                             |
| PD                   | Flavio Pertoldi  |                                                                             |
| Lega Nord            | Mario Pittoni    | In sostituzione di Roberto Calderoli che ha optato per altra circoscrizione |

## VII - Liguria
La Liguria elegge 8 senatori. Il premio di maggioranza regionale assegna allo schieramento vincente almeno 5 senatori. La coalizione che raccoglie più voti è Il Popolo della Libertà con la Lega Nord.
| Lista                | Eletto            | Note |
| -------------------- | ----------------- | ---- |
| Popolo della Libertà | Enrico Musso      |      |
| Popolo della Libertà | Giorgio Bornacin  |      |
| Popolo della Libertà | Gabriele Boscetto |      |
| Popolo della Libertà | Franco Orsi       |      |
| PD                   | Roberta Pinotti   |      |
| PD                   | Claudio Gustavino |      |
| PD                   | Luigi Lusi        |      |
| Lega Nord            | Roberto Castelli  |      |

## VIII - Emilia-Romagna
L'Emilia-Romagna elegge 21 senatori. Il premio di maggioranza regionale assegna allo schieramento vincente almeno 12 senatori. La coalizione che raccoglie più voti è il PD con l'Italia dei Valori.
| Lista                | Eletto                | Note                                                                       |
| -------------------- | --------------------- | -------------------------------------------------------------------------- |
| PD                   | Anna Finocchiaro      |                                                                            |
| PD                   | Gian Carlo Sangalli   |                                                                            |
| PD                   | Sergio Zavoli         |                                                                            |
| PD                   | Mariangela Bastico    |                                                                            |
| PD                   | Walter Vitali         |                                                                            |
| PD                   | Rita Ghedini          |                                                                            |
| PD                   | Maria Teresa Bertuzzi |                                                                            |
| PD                   | Vidmer Mercatali      |                                                                            |
| PD                   | Leana Pignedoli       |                                                                            |
| PD                   | Giuliano Barbolini    |                                                                            |
| PD                   | Albertina Soliani     |                                                                            |
| Popolo della Libertà | Carlo Giovanardi      |                                                                            |
| Popolo della Libertà | Filippo Berselli      |                                                                            |
| Popolo della Libertà | Giampaolo Bettamio    |                                                                            |
| Popolo della Libertà | Laura Bianconi        |                                                                            |
| Popolo della Libertà | Alberto Balboni       |                                                                            |
| Popolo della Libertà | Elio Massimo Palmizio |                                                                            |
| Popolo della Libertà | Maria Ida Germontani  |                                                                            |
| Lega Nord            | Giovanni Torri        |                                                                            |
| Lega Nord            | Angela Maraventano    | In sostituzione di Roberto Castelli che ha optato per altra circoscrizione |
| Italia dei Valori    | Luigi Li Gotti        |                                                                            |

## IX - Toscana
La Toscana elegge 18 senatori. Il premio di maggioranza regionale assegna allo schieramento vincente almeno 10 senatori. La coalizione che raccoglie più voti è il PD con l'Italia dei Valori, che, avendo ottenuto il 50,4% delle preferenze, ha avuto diritto a 11 senatori.
| Lista                | Eletto                | Note |
| -------------------- | --------------------- | ---- |
| PD                   | Vannino Chiti         |      |
| PD                   | Vittoria Franco       |      |
| PD                   | Achille Serra         |      |
| PD                   | Achille Passoni       |      |
| PD                   | Marco Filippi         |      |
| PD                   | Andrea Marcucci       |      |
| PD                   | Silvia Della Monica   |      |
| PD                   | Marco Perduca         |      |
| PD                   | Massimo Livi Bacci    |      |
| PD                   | Manuela Granaiola     |      |
| Popolo della Libertà | Altero Matteoli       |      |
| Popolo della Libertà | Sandro Bondi          |      |
| Popolo della Libertà | Gaetano Quagliariello |      |
| Popolo della Libertà | Franco Mugnai         |      |
| Popolo della Libertà | Paolo Amato           |      |
| Popolo della Libertà | Achille Totaro        |      |
| Popolo della Libertà | Massimo Baldini       |      |
| Italia dei Valori    | Francesco Pardi       |      |

## X - Umbria
L'Umbria elegge 7 senatori. Il premio di maggioranza regionale assegna allo schieramento vincente almeno 4 senatori. La coalizione che raccoglie più voti è il PD con l'Italia dei Valori.
| Lista                | Eletto                       | Note |
| -------------------- | ---------------------------- | ---- |
| PD                   | Francesco Rutelli            |      |
| PD                   | Mauro Agostini               |      |
| PD                   | Anna Rita Fioroni            |      |
| PD                   | Leopoldo Di Girolamo         |      |
| Popolo della Libertà | Franco Asciutti              |      |
| Popolo della Libertà | Domenico Benedetti Valentini |      |
| Popolo della Libertà | Ada Spadoni Urbani           |      |

## XI - Marche
Le Marche eleggono 8 senatori. Il premio di maggioranza regionale assegna allo schieramento vincente almeno 5 senatori. La coalizione che raccoglie più voti è il PD con l'Italia dei Valori.
| Lista                | Eletto               | Note |
| -------------------- | -------------------- | ---- |
| PD                   | Giorgio Tonini       |      |
| PD                   | Silvana Amati        |      |
| PD                   | Marina Magistrelli   |      |
| PD                   | Nicola Rossi         |      |
| PD                   | Fabrizio Morri       |      |
| Popolo della Libertà | Mario Baldassarri    |      |
| Popolo della Libertà | Francesco Casoli     |      |
| Popolo della Libertà | Salvatore Piscitelli |      |

## XII - Lazio
Il Lazio elegge 27 senatori. Il premio di maggioranza regionale assegna allo schieramento vincente almeno 15 senatori. La coalizione che raccoglie più voti è Il Popolo della Libertà con il Movimento per l'Autonomia.
| Lista                | Eletto                       | Note                                                                          |
| -------------------- | ---------------------------- | ----------------------------------------------------------------------------- |
| Popolo della Libertà | Marcello Pera                |                                                                               |
| Popolo della Libertà | Maurizio Gasparri            |                                                                               |
| Popolo della Libertà | Lamberto Dini                |                                                                               |
| Popolo della Libertà | Cesare Cursi                 |                                                                               |
| Popolo della Libertà | Mauro Cutrufo                |                                                                               |
| Popolo della Libertà | Andrea Augello               |                                                                               |
| Popolo della Libertà | Claudio Fazzone              |                                                                               |
| Popolo della Libertà | Oreste Tofani                |                                                                               |
| Popolo della Libertà | Angelo Maria Cicolani        |                                                                               |
| Popolo della Libertà | Laura Allegrini              |                                                                               |
| Popolo della Libertà | Giuseppe Ciarrapico          |                                                                               |
| Popolo della Libertà | Domenico Gramazio            |                                                                               |
| Popolo della Libertà | Paolo Barelli                |                                                                               |
| Popolo della Libertà | Candido De Angelis           |                                                                               |
| Popolo della Libertà | Stefano De Lillo             |                                                                               |
| PD                   | Mauro Del Vecchio            |                                                                               |
| PD                   | Luigi Zanda                  |                                                                               |
| PD                   | Ignazio Roberto Maria Marino |                                                                               |
| PD                   | Raffaele Ranucci             |                                                                               |
| PD                   | Riccardo Milana              |                                                                               |
| PD                   | Mario Gasbarri               |                                                                               |
| PD                   | Lucio D'Ubaldo               |                                                                               |
| PD                   | Lionello Cosentino           |                                                                               |
| PD                   | Vincenzo Maria Vita          | In sostituzione di Franco Marini che ha optato per altra circoscrizione       |
| PD                   | Francesca Maria Marinaro     | In sostituzione di Anna Finocchiaro che ha optato per altra circoscrizione    |
| PD                   | Roberto Di Giovan Paolo      | In sostituzione di Mariapia Garavaglia che ha optato per altra circoscrizione |
| Italia dei Valori    | Stefano Pedica               |                                                                               |

## XIII - Abruzzo
L'Abruzzo elegge 7 senatori. Il premio di maggioranza regionale assegna allo schieramento vincente almeno 4 senatori. La coalizione che raccoglie più voti è Il Popolo della Libertà con il Movimento per l'Autonomia.
| Lista                | Eletto              | Note |
| -------------------- | ------------------- | ---- |
| Popolo della Libertà | Andrea Pastore      |      |
| Popolo della Libertà | Fabrizio Di Stefano |      |
| Popolo della Libertà | Filippo Piccone     |      |
| Popolo della Libertà | Paolo Tancredi      |      |
| PD                   | Franco Marini       |      |
| PD                   | Giovanni Legnini    |      |
| Italia dei Valori    | Alfonso Mascitelli  |      |

## XIV - Molise
Il Molise elegge due senatori, senza premio di maggioranza regionale. La coalizione che raccoglie più voti è il PD con l'Italia dei Valori.
| Lista                | Eletto            | Note |
| -------------------- | ----------------- | ---- |
| Popolo della Libertà | Ulisse Di Giacomo |      |
| Italia dei Valori    | Giuseppe Astore   |      |

## XV - Campania
La Campania elegge 30 senatori. Il premio di maggioranza regionale assegna allo schieramento vincente almeno 17 senatori. La coalizione che raccoglie più voti è Il Popolo della Libertà con il Movimento per l'Autonomia, che, avendo ottenuto il 51% delle preferenze, ha avuto diritto a 18 senatori.
| Lista                | Eletto                   | Note |
| -------------------- | ------------------------ | ---- |
| Popolo della Libertà | Barbara Contini          |      |
| Popolo della Libertà | Pasquale Viespoli        |      |
| Popolo della Libertà | Pasquale Giuliano        |      |
| Popolo della Libertà | Raffaele Calabrò         |      |
| Popolo della Libertà | Francesco Pontone        |      |
| Popolo della Libertà | Raffaele Lauro           |      |
| Popolo della Libertà | Sergio De Gregorio       |      |
| Popolo della Libertà | Vincenzo Nespoli         |      |
| Popolo della Libertà | Sergio Vetrella          |      |
| Popolo della Libertà | Diana de Feo             |      |
| Popolo della Libertà | Gennaro Coronella        |      |
| Popolo della Libertà | Luigi Compagna           |      |
| Popolo della Libertà | Cosimo Izzo              |      |
| Popolo della Libertà | Giuseppe Esposito        |      |
| Popolo della Libertà | Antonio Paravia          |      |
| Popolo della Libertà | Carlo Sarro              |      |
| Popolo della Libertà | Cosimo Sibilia           |      |
| Popolo della Libertà | Vincenzo Fasano          |      |
| PD                   | Marco Follini            |      |
| PD                   | Alfonso Andria           |      |
| PD                   | Anna Maria Carloni       |      |
| PD                   | Vincenzo De Luca         |      |
| PD                   | Silvio Emilio Sircana    |      |
| PD                   | Maria Fortuna Incostante |      |
| PD                   | Riccardo Villari         |      |
| PD                   | Teresa Armato            |      |
| PD                   | Franca Chiaromonte       |      |
| PD                   | Adriano Musi             |      |
| Italia dei Valori    | Aniello Di Nardo         |      |
| Italia dei Valori    | Giacinto Russo           |      |

## XVI - Puglia
La Puglia elegge 21 senatori. Il premio di maggioranza regionale assegna allo schieramento vincente almeno 12 senatori. La coalizione che raccoglie più voti è Il Popolo della Libertà con il Movimento per l'Autonomia.
| Lista                | Eletto                      | Note                                                                           |
| -------------------- | --------------------------- | ------------------------------------------------------------------------------ |
| Popolo della Libertà | Adriana Poli Bortone        |                                                                                |
| Popolo della Libertà | Antonio Azzollini           |                                                                                |
| Popolo della Libertà | Rosario Giorgio Costa       |                                                                                |
| Popolo della Libertà | Carmelo Morra               |                                                                                |
| Popolo della Libertà | Francesco Maria Amoruso     |                                                                                |
| Popolo della Libertà | Pasquale Nessa              |                                                                                |
| Popolo della Libertà | Salvatore Mazzaracchio      |                                                                                |
| Popolo della Libertà | Michele Saccomanno          |                                                                                |
| Popolo della Libertà | Luigi Grillo                |                                                                                |
| Popolo della Libertà | Simonetta Licastro Scardino |                                                                                |
| Popolo della Libertà | Luigi D'Ambrosio Lettieri   |                                                                                |
| Popolo della Libertà | Cosimo Gallo                |                                                                                |
| PD                   | Paolo De Castro             | Dimessosi per incompatibilità il 14 luglio 2009, sostituito da Alberto Tedesco |
| PD                   | Nicola Latorre              |                                                                                |
| PD                   | Gianrico Carofiglio         |                                                                                |
| PD                   | Colomba Mongiello           |                                                                                |
| PD                   | Giovanni Procacci           |                                                                                |
| PD                   | Donatella Poretti           |                                                                                |
| PD                   | Alberto Maritati            |                                                                                |
| PD                   | Salvatore Tomaselli         |                                                                                |
| PD                   | Alberto Tedesco             | Subentrato il 14 luglio 2009 in sostituzione di Paolo De Castro                |
| Italia dei Valori    | Giuseppe Caforio            | In sostituzione di Felice Belisario che ha optato per altra circoscrizione     |

## XVII - Basilicata
La Basilicata elegge 7 senatori. Il premio di maggioranza regionale assegna allo schieramento vincente almeno 4 senatori. La coalizione che raccoglie più voti è il PD con l'Italia dei Valori.
| Lista                | Eletto           | Note                                                                     |
| -------------------- | ---------------- | ------------------------------------------------------------------------ |
| PD                   | Filippo Bubbico  |                                                                          |
| PD                   | Carlo Chiurazzi  |                                                                          |
| PD                   | Maria Antezza    | In sostituzione di Nicola Latorre che ha optato per altra circoscrizione |
| Popolo della Libertà | Guido Viceconte  |                                                                          |
| Popolo della Libertà | Egidio Digilio   |                                                                          |
| Popolo della Libertà | Cosimo Latronico |                                                                          |
| Italia dei Valori    | Felice Belisario |                                                                          |

## XVIII - Calabria
La Calabria elegge 10 senatori. Il premio di maggioranza regionale assegna allo schieramento vincente almeno 6 senatori. La coalizione che raccoglie più voti è Il Popolo della Libertà con il Movimento per l'Autonomia.
| Lista                | Eletto                | Note |
| -------------------- | --------------------- | ---- |
| Popolo della Libertà | Nitto Francesco Palma |      |
| Popolo della Libertà | Giuseppe Valentino    |      |
| Popolo della Libertà | Antonio Gentile       |      |
| Popolo della Libertà | Vincenzo Speziali     |      |
| Popolo della Libertà | Francesco Bevilacqua  |      |
| Popolo della Libertà | Battista Caligiuri    |      |
| PD                   | Luigi De Sena         |      |
| PD                   | Franco Bruno          |      |
| PD                   | Daniela Mazzuconi     |      |
| PD                   | Dorina Bianchi        |      |

## XIX - Sicilia
La Sicilia elegge 26 senatori. Il premio di maggioranza regionale assegna allo schieramento vincente almeno 15 senatori. La coalizione che raccoglie più voti è Il Popolo della Libertà con il Movimento per l'Autonomia.
| Lista                     | Eletto                      | Note |
| ------------------------- | --------------------------- | --- |
| Popolo della Libertà      | Renato Schifani             | |
| Popolo della Libertà      | Domenico Nania              | |
| Popolo della Libertà      | Carlo Vizzini               | |
| Popolo della Libertà      | Giuseppe Firrarello         | |
| Popolo della Libertà      | Antonio D'Alì               | |
| Popolo della Libertà      | Antonio Battaglia           | |
| Popolo della Libertà      | Roberto Centaro             | |
| Popolo della Libertà      | Mario Francesco Ferrara     | |
| Popolo della Libertà      | Salvo Fleres                | |
| Popolo della Libertà      | Raffaele Stancanelli        | Dimessosi per incompatibilità il 31 ottobre 2011, sostituito da Nino Strano                                                                                    |
| Popolo della Libertà      | Simona Vicari               | |
| Popolo della Libertà      | Bruno Alicata               | |
| Popolo della Libertà      | Vincenzo Galioto            | |
| Popolo della Libertà      | Nino Strano                 | Subentrato il 2 novembre 2011 in sostituzione di Raffaele Stancanelli. Dimissioni accettate il 20 dicembre 2012, sostituito da Filippo Maria Drago             |
| Popolo della Libertà      | Filippo Maria Drago         | Subentrato il 21 dicembre 2012 in sostituzione di Nino Strano                                                                                                  |
| PD                        | Giuseppe Lumia              | |
| PD                        | Enzo Bianco                 | |
| PD                        | Antonino Papania            | |
| PD                        | Anna Maria Serafini         | |
| PD                        | Vladimiro Crisafulli        | |
| PD                        | Benedetto Adragna           | |
| PD                        | Costantino Garraffa         | |
| Unione di Centro          | Salvatore Cuffaro           | Dimissioni accettate il 2 febbraio 2011, sostituito da Maria Giuseppa Castiglione                                                                              |
| Unione di Centro          | Giampiero D'Alia            | |
| Unione di Centro          | Antonello Antinoro          | Dimessosi per incompatibilità il 13 giugno 2008, sostituito da Salvatore Cintola                                                                               |
| Unione di Centro          | Salvatore Cintola           | Subentrato il 24 giugno 2008 in sostituzione di Antonello Antinoro. Dimessosi per incompatibilità il 6 ottobre 2009, sostituito da Sebastiano Burgaretta Aparo |
| Unione di Centro          | Sebastiano Burgaretta Aparo | Subentrato il 6 ottobre 2009 in sostituzione di Salvatore Cintola                                                                                              |
| Unione di Centro          | Maria Giuseppa Castiglione  | Subentrata il 3 febbraio 2011 in sostituzione di Salvatore Cuffaro                                                                                             |
| Movimento per l'Autonomia | Giovanni Pistorio           | |
| Movimento per l'Autonomia | Vincenzo Oliva              | |
| Italia dei Valori         | Fabio Giambrone             | |

## XX - Sardegna
La Sardegna elegge 9 senatori. Il premio di maggioranza regionale assegna allo schieramento vincente almeno 5 senatori. La coalizione che raccoglie più voti è Il Popolo della Libertà con il Movimento per l'Autonomia.
| Lista                | Eletto               | Note |
| -------------------- | -------------------- | ---- |
| Popolo della Libertà | Giuseppe Pisanu      |      |
| Popolo della Libertà | Mariano Delogu       |      |
| Popolo della Libertà | Piergiorgio Massidda |      |
| Popolo della Libertà | Filippo Saltamartini |      |
| Popolo della Libertà | Fedele Sanciu        |      |
| PD                   | Antonello Cabras     |      |
| PD                   | Gian Piero Scanu     |      |
| PD                   | Luciana Sbarbati     |      |
| PD                   | Francesco Sanna      |      |

## Estero
La legge sul voto degli italiani residenti all'estero divide il resto del mondo in quattro circoscrizioni e assegna loro sei senatori. Il sistema elettorale è proporzionale con il voto di preferenza.

### A - Europa
L'Europa elegge due senatori.
| Lista                | Eletto             | Note |
| -------------------- | ------------------ | ---- |
| PD                   | Claudio Micheloni  |      |
| Popolo della Libertà | Nicola Di Girolamo |      |

### B - America meridionale
L'America meridionale elegge due senatori.
| Lista                                     | Eletto               | Note |
| ----------------------------------------- | -------------------- | ---- |
| Popolo della Libertà                      | Esteban Juan Caselli |      |
| Movimento Associativo Italiani all'Estero | Mirella Giai         |      |

### C - America settentrionale e centrale
America settentrionale e centrale eleggono un senatore.
| Lista                | Eletto           | Note |
| -------------------- | ---------------- | ---- |
| Popolo della Libertà | Basilio Giordano |      |

### D - Asia, Africa, Oceania e Antartide
Asia, Africa, Oceania e Antartide eleggono un senatore.
| Lista | Eletto        | Note |
| ----- | ------------- | ---- |
| PD    | Nino Randazzo |      |

## Senatori a vita
| Nome                 | Note                                                                                         |
| -------------------- | -------------------------------------------------------------------------------------------- |
| Giulio Andreotti     | Nominato da Francesco Cossiga. In carica dal 1º giugno 1991, deceduto il 6 maggio 2013       |
| Carlo Azeglio Ciampi | Ex Presidente della Repubblica. In carica dal 15 maggio 2006                                 |
| Emilio Colombo       | Nominato da Carlo Azeglio Ciampi. In carica dal 21 gennaio 2003, deceduto il 24 giugno 2013  |
| Mario Monti          | Nominato da Giorgio Napolitano. In carica dal 9 novembre 2011                                |
| Francesco Cossiga    | Ex Presidente della Repubblica. In carica dal 28 aprile 1992, deceduto il 17 agosto 2010     |
| Oscar Luigi Scalfaro | Ex Presidente della Repubblica. In carica dal 15 maggio 1999, deceduto il 29 gennaio 2012    |
| Sergio Pininfarina   | Nominato da Carlo Azeglio Ciampi. In carica dal 25 settembre 2005, deceduto il 3 luglio 2012 |
| Rita Levi-Montalcini | Nominata da Carlo Azeglio Ciampi. In carica dal 1º agosto 2001, deceduta il 30 dicembre 2012 |